# Erakor Golden Star
Erakor Golden Star FC ein vanuatuischer Fußballverein aus der Landeshauptstadt Port Vila. Er spielt in der höchsten Spielklasse des Landes und trägt seine Partien im Port Vila Municipal Stadium aus. Das Motto des Vereins ist „Gott ist gut“ (bislama Yesu I wi).

## Geschichte
Der Verein wurde 1926 in Port Vila gegründet. Erstmals vanuatuischer Meister wurde Erakor 1989. In den Saisons 2012/13, 2013/14 und 2014/15 landeten sie jeweils hinter dem Konkurrenten Amicale FC. Erst 2016 konnten sie sich, nach sechs aufeinander folgenden Meisterschaften Amicales, als Sieger durchsetzen und qualifizierten sich gleichzeitig zum ersten Mal für die OFC Champions League 2017. Den ersten internationalen Sieg erreichte dabei Erakor gegen die salomonische Mannschaft von Marist FC mit einem 2:1 im zweiten Gruppenspiel.

## Erfolge
- Vanuatuischer Meister

1989, 2016
- Meister der zweiten vanuatuischen Liga

2011/12